# Kommando Sonne-nmilch
Kommando Sonne-nmilch war eine Punkband aus Hamburg, die 1998 von Jens Rachut gegründet wurde. 2013 hat sich die Band aufgelöst.

## Bandgeschichte
Kommando Sonne-nmilch wurde 1998 von Jens Rachut (Oma Hans) und Brezel Göring (Stereo Total) als Studioprojekt gegründet. Die beiden gaben sich die Pseudonyme Hartmut Jawuräk und Bernhard Schlauch. In Norwegen wurde das Debütalbum Denk doch mal an deine Familie (auch als Häßlich und neu bekannt) eingespielt. Das Album wurde auf dem Independent-Label Schiffen veröffentlicht, auf dem Rachut schon Alben seiner anderen Bands Angeschissen, Blumen am Arsch der Hölle, Dackelblut und Oma Hans veröffentlicht hatte. Am Album beteiligt waren außerdem NoMeansNo-Gitarrist Tom Holliston und die Hardcore-Punk-Band Kurt. Die Besetzung wurde auf dem Album verschleiert, live im Vorprogramm von Stereo Total trat die Gruppe maskiert auf.
2003 erschien das zweite Album Der Specht baut keine Häuser mehr. Da Schiffen die Albenproduktionen einstellte und nur noch als Mailorder fungiert, erschien das Album bei Sounds of Subterrania. Nachdem sich 2006 Oma Hans aufgelöst hatte, wurde Kommando Sonne-nmilch Rachuts Hauptband. Er integrierte mit Andreas Ness (Gitarre) ein weiteres Mitglied seiner alten Gruppe und mit Stephan Mahler ein ehemaliges Slime-Mitglied in Kommando Sonne-nmilch. Als weitere Gesangsstimmen kamen die Schauspielerinnen Karin de Boer und Yvon Jansen dazu. 2007 erschien Jamaica über das Label Buback. Die LP wurde über Major Label veröffentlicht. 2008 folgte das auf 1000 Stück limitierte 8-Track-Minialbum Scheiße, nicht schon wieder Bernstein, 2010 erschien das Album Pfingsten. Nach dem Konzert am 1. Dezember 2013 im Hamburger Hafenklang hat sich die Band aufgelöst.

## Musikstil
Im Gegensatz zu den früheren Bands von Rachut ist Kommando Sonne-nmilch zwar immer noch als Punkband erkennbar, setzt jedoch vermehrt auf elektronische Stilelemente, insbesondere auf dem ersten Album. Die späteren Alben, insbesondere nach der Auflösung von Oma Hans sind wieder vermehrt im alten Stil gehalten, wenn auch der Experimentierstil teilweise beibehalten wurde. Wie auch auf anderen Veröffentlichungen von Rachut sind seine Texte sehr lyrisch gehalten, oft schon an der Grenze zum Dadaismus. Der weiblich/männliche Wechselgesang ist sehr rau.

## Diskografie
- 1999: Denk doch mal an deine Familie…, (CD, Schiffen – später Häßlich & Neu CD/LP bei Major Label)
- 2003: Der Specht baut keine Häuser mehr (2LP/CD, Sounds of Subterrania!)
- 2007: Jamaica (LP/CD, Buback/Major Label)
- 2008: Scheisse, nicht schon wieder Bernstein (LP/CD in Metallbox, Major Label)
- 2010: Pfingsten (LP/CD, Major Label)
- 2013: YOU PAY I FUCK (LP/CD, Major Label)